# Hidalgo del Parral
Hidalgo del Parral är en kommunhuvudort i Mexiko.   Den ligger i kommunen Hidalgo del Parral och delstaten Chihuahua, i den centrala delen av landet, 1 100 km nordväst om huvudstaden Mexico City. Hidalgo del Parral ligger 1 719 meter över havet och antalet invånare är 101 768.
Staden var den plats där Pancho Villa mördades 1923.
Terrängen runt Hidalgo del Parral är platt åt sydost, men åt nordväst är den kuperad. Hidalgo del Parral ligger nere i en dal. Runt Hidalgo del Parral är det mycket glesbefolkat, med 3 invånare per kvadratkilometer. Hidalgo del Parral är det största samhället i trakten. Omgivningarna runt Hidalgo del Parral är i huvudsak ett öppet busklandskap.